# New Feelin'
New Feelin' é o sexto álbum de estúdio da cantora e atriz estadunidense Liza Minnelli, lançado em 1970, pela gravadora A&M Records. O trabalho foi um ponto de virada na discografia da artistas, uma vez que a A&M Records optou por trazer Minnelli de volta ao Great American Songbook, mas com arranjos de blues-rock desconcertantes, resultando em uma abordagem musical peculiar e não convencional.
O álbum recebeu críticas favoráveis e tornou-se um dos melhores desempenhos de Minnelli em paradas musicais nos anos de 1970. 

## Antecedentes e contexto
Após o mau desempenho de seu álbum anterior, intitulado Come Saturday Morning, a gravadora A&M Records buscava uma alternativa de fazer com que Minnelli fosse uma grande vendedora de disco e obtivesse o êxito que ela tinha no teatro, no cinema (ela recebeu indicações ao Óscar) e sobretudo com as bilheterias de seus shows ao vivo.
A gravadora percebeu, através do desempenho de Minnelli e de vários artistas de seu cast, que gêneros musicais como a música pop tradicional estava em desacordo com a cena musical contemporânea. Nesse contexto, surgiu a ideia de que a cantora gravasse as canções que ela gostava do Great American Songbook, com arranjos modernos de estilos como o country-soul.

## Gravações
As gravações ocorreram em Muscle Shoals, no Alabama, durante a primavera e o verão de 1970. Mickey Buckins e Sonny Limbo foram os engenheiros de gravação, a direção de arte ficou a cargo de Tom Wilkes. O álbum foi produzido, arranjado e fotografado (a capa e a contracapa) por Rex Kramer (vocalista principal de The Bojangles). Os arranjos incluem guitarras twangy, baixo elétrico pulsante, órgão, seção de metais enérgica e backing vocals femininos com um toque gospel. A lista de faixas inclui uma seleção de versões cover do início de 1917 a 1940.

## Lançamento
O lançamento ocorreu em 19 de outubro de 1970. Como forma de divulgação, Minnelli apareceu em vários programas de televisão, tais como: This Is Tom Jones, The Ed Sullivan Show e The Johnny Cash Show. Além disso, ela se apresentou no Grand Ole Opry, em Nashville.
Da mesma forma que os álbuns anteriores da gravadora A&M Records, esse álbum nunca foi lançado sozinho no formato CD, mas todas as faixas na ordem original estão na coletânea The Complete A&M Recordings, de 2008.

## Recepção crítica
| Críticas profissionais | Críticas profissionais |
| Avaliações da crítica  | Avaliações da crítica  |
| Fonte                  | Avaliação              |
| ---------------------- | ---------------------- |
| AllMusic               | [ 4 ]                  |
| Billboard              | Favorável              |

As resenhas dos críticos especializados em música foram favoráveis. 
William Ruhlmann, do site AllMusic, avaliou com três estrelas de cinco e escreveu que o álbum foi o mais contemporâneo que Minnelli já havia gravado, e que ela adotou uma abordagem vocal mais alta e intensa do que o habitual. Embora tenha exaltado as inovações no repertório da cantora, ele afirmou que "seu esforço em se conectar com o material, [e] a profundidade emocional que esse estilo exigia não era sua maneira característica de se apresentar" e como um todo o resultado [do álbum] foi uma tentativa mal sucedida da artista e da gravadora.
Na edição de 31 de outubro de 1970, o critico da revista Billboard escreveu: "[em New Feelin'] ela combina seu charme e voz potente com um sentimento sensível e obtém um sucesso". Ele destacou como os melhores momentos do álbum, as canções: "Lazy Bones", "The Man I Love" e "Come Rain or Come Shine".

## Desempenho comercial
Comercialmente, tornou-se um dos melhores desempenhos de Minnelli nos anos de 1970. Na parada de álbuns da revista Billboard, intitulada Billboard 200, estreou na posição de número 169, em 28 de novembro de 1970. Em 5 de dezembro de 1970, atingiu o seu pico, na posição de número 158. Na semana seguinte, continuou entre os mais vendidos, tendo a sua última aparição, na posição de número 189.

## Lista de faixas
- Créditos adaptados do LP New Feelin', de 1970.[5]

| N.º | Título                                | Compositor(es)                  | Duração |  |
| 1.  | "Love for Sale"                       | Cole Porter                     | 2:35    |  |
| 2.  | "Stormy Weather"                      | Harold Arlen, Ted Koehler       | 2:40    |  |
| 3.  | "Come Rain Or Come Shine"             | Harold Arlen, Johnny Mercer     | 3:12    |  |
| 4.  | "Lazy Bones"                          | Johnny Mercer, Hoagy Carmichael | 2:32    |  |
| 5.  | "Can't Help Lovin' That Man Of Mine"  | Oscar Hammerstein, Jerome Kern  | 2:35    |  |
| 6.  | "I Wonder Where My Easy Rider's Gone" | Shelton Brooks                  | 3:00    |  |
| 7.  | "The Man I Love"                      | George Gershwin, Ira Gershwin   | 2:45    |  |
| 8.  | "How Long Has This Been Going On?"    | George Gershwin, Ira Gershwin   | 3:00    |  |
| 9.  | "God Bless The Child"                 | Billie Holiday, Arthur Herzog   | 3:30    |  |
| 10. | "Maybe This Time"                     | Fred Ebb, John Kander           | 3:12    |  |

## Tabelas

### Tabelas semanais
| Tabela musical (1972)          | Melhor posição |
| ------------------------------ | -------------- |
| Estados Unidos (Billboard 200) | 158            |